# William Campbell Dickison
William Campbell Dickison est un botaniste américain, né le 12 mars 1941 à Jamaica dans l'État de New York, et mort le 22 novembre 1999 d'un cancer.

## Biographie
Il grandit dans l’Illinois et obtient son Bachelor of Sciences en pédagogie de la Western Illinois University de Macomb en 1972, son Master of Arts en botanique à l’université de l’Indiana en 1964, enfin, son Ph. D. dans la même université en 1966 sous la direction de James Edward Canright (1920-). Il se consacre alors à la morphologie et l’anatomie des plantes à fleurs notamment celles de la famille des Dilleniaceae.
Après avoir travaillé trois ans au Virginia Polytechnic Institute, il rejoint le département de botanique de l’université de Caroline du Nord à Chapel Hill. Dickison est membre de diverses sociétés savantes comme la Botanical Society of America ou l’International Association of Plant Taxonomists (en).
Il étudie les structures foliaires, florales ainsi que le pollen de diverses familles d’angiosperme comme les Dilleniaceae, les Connaraceae, les Cunoniaceae, les Theaceae, les Clethraceae ou les Ebenaceae. Ses études morphologiques sur l’évolution des angiospermes ont été étayées par des recherches génétiques conduites par certains de ses étudiants.

## Source
- Notice nécrologique de Patricia G. Gensel parue dans Plant Science Bulletin, 46 (1) - Spring 2000 (en anglais)